# 1997–1998-as magyar női kosárlabda-bajnokság
Az 1997–1998-as magyar női kosárlabda-bajnokság a hatvanegyedik magyar női kosárlabda-bajnokság volt. Az A csoportban tizenkét csapat indult el, a csapatok két kört játszottak. Az alapszakasz után az 1-8. helyezettek play-off rendszerben játszottak a bajnoki címért, a 9-12. helyezettek pedig play-off rendszerben játszottak a kiesés elkerüléséért.

## Alapszakasz
| #   | Csapat                              | M  | Gy | V  | K+   | K-   | P  |
| --- | ----------------------------------- | -- | -- | -- | ---- | ---- | -- |
| 1.  | GYSEV-Ringa Sopron                  | 22 | 20 | 2  | 1945 | 1411 | 42 |
| 2.  | Pécsi VSK-Dália-Dalmand             | 22 | 19 | 3  | 1822 | 1409 | 41 |
| 3.  | Soproni Postás                      | 22 | 15 | 7  | 1700 | 1475 | 37 |
| 4.  | BSE-ESMA                            | 22 | 15 | 7  | 1901 | 1585 | 37 |
| 5.  | Ferencvárosi TC-Diego               | 22 | 14 | 8  | 1694 | 1351 | 36 |
| 6.  | Diósgyőri KSK-BorsodChem            | 22 | 13 | 9  | 1787 | 1717 | 35 |
| 7.  | KSC Szekszárd                       | 22 | 11 | 11 | 1518 | 1750 | 33 |
| 8.  | Zala Volán TE                       | 22 | 9  | 13 | 1680 | 1685 | 31 |
| 9.  | Conifec-Petőfi Nyomda-Kecskeméti KC | 22 | 8  | 14 | 1537 | 1626 | 30 |
| 10. | OSC-Közgáz                          | 22 | 5  | 17 | 1416 | 1825 | 27 |
| 11. | BSC Szarvas                         | 22 | 2  | 20 | 1266 | 1890 | 24 |
| 12. | Bajai TK                            | 22 | 1  | 21 | 1348 | 1890 | 23 |

* M: Mérkőzés Gy: Győzelem V: Vereség K+: Dobott kosár K-: Kapott kosár P: Pont

## Rájátszás

### 1–8. helyért
Negyeddöntő: GYSEV-Ringa Sopron–Zala Volán TE 82–65, 86–63, 81–56 és Pécsi VSK-Dália-Dalmand–KSC Szekszárd 89–58, 99–63, 88–55 és Soproni Postás–Diósgyőri KSK-BorsodChem 75–74, 83–89, 75–64, 93–74 és BSE-ESMA–Ferencvárosi TC-Diego 63–64, 68–82, 66–71
Elődöntő: GYSEV-Ringa Sopron–Ferencvárosi TC-Diego 69–61, 51–60, 65–60, 42–72, 68–49 és Pécsi VSK-Dália-Dalmand–Soproni Postás 71–65, 73–75, 83–66, 75–84, 75–67
Döntő: GYSEV-Ringa Sopron–Pécsi VSK-Dália-Dalmand 58–71, 64–70, 64–60, 78–85
3. helyért: Soproni Postás–Ferencvárosi TC-Diego 70–55, 48–53, 81–72
5–8. helyért: BSE-ESMA–Zala Volán TE 89–67, 83–74 és Diósgyőri KSK-BorsodChem–KSC Szekszárd 79–68, 80–75
5. helyért: BSE-ESMA–Diósgyőri KSK-BorsodChem 79–72, 81–102, 94–65
7. helyért: KSC Szekszárd–Zala Volán TE 71–69, 73–86, 67–77

### 9–12. helyért
9–12. helyért: Conifec-Petőfi Nyomda-Kecskeméti KC–Bajai TK 79–60, 82–61, 75–61 és OSC-Közgáz–BSC Szarvas 75–66, 61–57, 75–56
9. helyért*: OSC-Közgáz–Conifec-Petőfi Nyomda-Kecskeméti KC 59–71, 61–83
11. helyért: BSC Szarvas–Bajai TK 86–71, 45–64, 66–56, 68–70, 75–62
Megjegyzés: A *-gal jelzett párharcot kuparendszerben (oda-visszavágó) rendezték.